# エメ・ヴィリヨン
アマトス・ビリオン（羅：Amatus Villion）ことエメ・ヴィリヨン（仏：Aimé Villion、1843年9月2日 - 1932年4月1日）はパリ外国宣教会所属のフランス人宣教師である。1868年（明治元年）10月に来日し、神戸・京都・山口・萩・奈良などで布教活動の傍ら、キリシタンの史跡の調査研究に没頭し、記念碑を建てるなど殉教者の顕彰に努めた。
主な著書に『日本聖人 鮮血遺書』、『切支丹大名史』、『山口公会史』、『日本仏教史』がある。

## 生涯
1843年（天保14年）9月2日、南フランスのローヌ県リヨン近郊のチユネー村にて生まれる。実家はナポレオン1世幕僚の名門。父親は裁判官を勤め、姉と4人家族。4歳のとき母親が死亡し、家族はリヨンに移り住んだ。
リヨンの聖ヨハネ小学校を卒業後、パリの聖スルピス神学校に学び、1866年（慶応2年）5月26日に司祭叙階され、同年6月19日、パリ外国宣教会海外派遣宣教師としてマルセイユ港を出港し、香港を経て1868年（明治元年）10月、長崎に到着した。
しかし、明治政府のキリスト教禁教政策のため、1870年（明治3年）には大浦天主堂に監禁され、信徒発見以降、明治政府の迫害や弾圧（浦上四番崩れ）を受けていた3000人以上の信者達が、名古屋・金沢・萩・津和野などへ流刑されていくのを見送った。
1871年（明治4年）11月24日、24歳の時に神戸に入り、中山手カトリック教会第2代司祭となる。1875年（明治8年）、関西地方に飢饉が起こり、極貧のため捨て子が続出する。「キリスト教の神父が捨て子の面倒を見てくれる」という噂が広がり、教会の門前には毎日のように子供が捨てられた。ヴィリヨンは大量の捨て子に対処出来ず、横浜のサンモール修道会（現在の幼きイエス会）の修道女に世話を頼み、約10か月の間に65人の子供たちを横浜へ送った。さらに神戸にも修道女を派遣するようにベルナール・プティジャンに要請し、1877年（明治10年）7月9日、ショファイユの幼きイエズス修道会の4人の修道女が来日した。
神戸で7年間過ごしたのち、1879年（明治12年）、ジェル・オーグスト・シャトロン神父を後任として、京都に入る。京都では日本人の心理を知るため、知恩院に通い仏教を研究したり、フランス語塾を開いて青年にフランス語を教えたりしていた。この塾の生徒には、渋沢栄一、稲畑勝太郎、林市蔵などがいた。またこの頃、東京のフランス公使館の隣に開かれた和仏学校で教えた事もあり、その時の生徒の中には西園寺公望、原敬、松岡康毅などがいた。ヴィリヨンは京都に教会を建てようと尽力し、1890年（明治23年）5月1日に聖フランシスコ・ザベリオ記念天主堂（現在の河原町教会）が完成した。
聖フランシスコ・ザベリオ記念聖堂建設の建設用地を購入し、聖堂建設工事がいよいよ着工される直前の1889年（明治22年）2月、突然、山口へ転任を命じられ、山口教会の主任司祭となった。この時期に、萩・津和野の殉教者の調査へ何度も出かけており、6年後の1895年（明治28年）11月に山口の教会を他の若手神父に任せて萩へ転任した。山口では中原中也の養祖父が信者であったので、中原家との交流もあった。萩での布教活動の傍ら、キリシタンの史跡を調査研究し、1891年（明治24年）8月には津和野に殉教者の墓「至福の碑」を建てるなど、各地に多数の石碑を建てた。またフランシスコ・ザビエルの住んでいたとされる大道寺の遺跡を発見した。
1924年（大正13年）、萩教会はパリ外国宣教会からイエズス会に移譲されたため、ヴィリヨンは神戸に引き上げた。翌年の1925年（大正14年）、奈良教会の主任司祭に着任する。1926年（大正15年）10月16日には、大道寺跡地に記念碑が建てられ除幕式が行われた。
1932年（昭和7年）に体調を崩し、「死に場所は川口教会の畳の上で」とのヴィリヨンの希望もあり、旧川口居留地（現在の大阪市西区）にあった川口天主堂に移され、同年4月1日、一度も故郷へ帰国することなく死去。

## エピソード
- 来日当時、ヴィリヨンは日本人と接することが許されずに困っていた。そこへ若き日の大隈重信がこっそりと現れ、「西洋の文物を知り、研究したいから書物を譲ってくれ」と頼まれたため、彼は喜んで数冊の書物を与えたという。

- ショファイユの幼きイエズス修道会の修道女が来日した時、港へ駆けつけたヴィリヨンは、波止場へ近づく船の甲板に立つ4人の修道女を見て、嬉しくて人目もはばからず大泣きしたという[1]。彼の修道女と共に汚い嬰児を洗い、女の子の髪を梳いてやる姿は、当時、キリシタン迫害の余韻の冷めやらぬ人々を驚かせた。

- ヴィリヨンは55歳の時から70歳までの間、延べ4頭の馬に乗って布教活動を行った。最初の馬は「ギーギー」と名付けて可愛がり、15年間連れ添った。この馬が死んだ時、蹄を加工してインク壺を作り愛用していた[3]。またある時、3頭目の馬に鞍を置いたところ、背中に傷があったらしく暴れだし、ヴィリヨンの左の耳たぶを食い千切ってしまった。

- 萩教会を引き上げる時、無常を感じ、自分の一切は終わったと思い、祭服や宝石を散りばめた聖杯など、持ち物を全てを人に与えてしまった。しかし、神戸での隠居生活は苦痛に感じたらしく「どんな小さな教会でもいいですから、私に一つ教会を与えてください。死ぬまで働きたいのです」と当時の大阪司教に頼み、奈良教会へ着任となった[2]。

## 主な著作
- 日本聖人 鮮血遺書
- 切支丹大名史
- 山口公会史
- 日本仏教史
- 山口大道寺跡の発見と裁許状に就て